# Луїс Кері
Луїс Кері (англ. Louis Carey, нар. 22 січня 1977, Бристоль) — шотландський футболіст англійського походження, захисник клубу «Бристоль Сіті».
Насамперед відомий виступами за «Бристоль Сіті», в якому провів майже всю свою кар'єру.

## Клубна кар'єра
Народився 22 січня 1977 року в місті Бристоль. Вихованець футбольної школи клубу «Бристоль Сіті». Дорослу футбольну кар'єру розпочав 1995 року в основній команді того ж клубу, в якій провів дев'ять сезонів, взявши участь у 332 матчах чемпіонату. Більшість часу, проведеного у складі «Бристоль Сіті», був основним гравцем захисту команди.
Своєю грою за цю команду привернув увагу представників тренерського штабу «Ковентрі Сіті», до складу якого приєднався 2004 року. Проте вже 2005 року повернувся до складу«Бристоль Сіті». Наразі загалом встиг відіграти за клуб з Бристоля 632 матчі.

## Виступи за збірну
Незважаючи на те, що Луїс народився на території Англії, через шотландське коріння своєї бабусі і дідуся отримав право виступати за збірну Шотландії. Проте залучався лише до складу молодіжної збірної Шотландії, а в основній команді так і не дебютував.